# Taiwan op de Olympische Zomerspelen 1972
Taiwan nam deel aan de Olympische Zomerspelen 1972 in München. Het was de laatste deelname onder de naam Taiwan. De volgende deelname zou pas in 1984 plaats hebben en onder de naam Chinees Taipei. Dit vanwege bezwaren van de Volksrepubliek China vanwege de politieke status van Taiwan. De Volksrepubliek boycotte de Spelen vanaf diens ontstaan tot het compromis in 1984 over de naam en vlag waarmee Taiwan zou deelnemen.

## Deelnemers en resultaten per onderdeel

### Atletiek
| Olympiër                                                | Discipline             | Resultaat | Prestatie                                         |
| ------------------------------------------------------- | ---------------------- | --------- | ------------------------------------------------- |
| Soo Wen-Ho                                              | 100m (m)               | 37e       | serie 8: 4de in 10,59 kwartfinale 2: 7de in 10,82 |
| Soo Wen-Ho                                              | 200m (m)               | 35e       | serie 3: 5de in 21,55 kwartfinale 4: 6de in 21,47 |
| Soo Wen-Ho                                              | 100m horden (m)        | 35e       | serie 2: 8ste in 14,98                            |
| Soo Wen-Ho                                              | 400m horden (m)        | 28e       | serie 5: 6de in 52,61                             |
| Lee Chung-Ping Soo Wen-Ho Chen Chin-Lung Chen Ming-Chih | 4x100m (m)             | 24e       | serie 2: 7de in 41,78                             |
| Chen Chin-Lung                                          | verspringen (m)        | 33e       | kwalificatie groep B: 15de met 6,79m              |
| Chen Ming-Chih                                          | hink-stap-springen (m) | 31e       | kwalificatie groep B: 17de met 14,73m             |
|                                                         |                        |           |                                                   |
| Lee Chiu-Hsia                                           | 800m (v)               | 34e       | serie 4: 8ste in 2.11,81                          |
| Lee Chiu-Hsia                                           | 1500m (v)              | 34e       | serie 1: 9de in 4.37,15                           |
| Lin Chun-Yu                                             | verspringen (v)        | 30e       | kwalificatie groep A: 15de met 5,50m              |
| Wu Yu-Chih                                              | hoogspringen (v)       | DNF       | kwalificatie groep B: geen geldige poging         |
| Lin Chun-Yu                                             | vijfkamp (v)           | 28e       | 3676 punten                                       |

### Boksen
| Olympiër      | Discipline | Resultaat | Prestatie                                                                           |
| ------------- | ---------- | --------- | ----------------------------------------------------------------------------------- |
| Wang Chee-Yen | -54kg (m)  | 9e        | 1ste ronde: vrij 2de ronde: W van IRI Bahmani: 3-2 3de ronde: V van GBR Turpin: 0-5 |

### Boogschieten
| Olympiër       | Discipline      | Resultaat | Prestatie                                                                             |
| -------------- | --------------- | --------- | ------------------------------------------------------------------------------------- |
| Shue Meei-Shya | individueel (v) | 38e       | 1ste ronde: 37ste met 1038 punten 2de ronde: 38ste met 988 punten totaal: 2026 punten |

### Gewichtheffen
| Olympiër     | Discipline | Resultaat | Prestatie                                                                               |
| ------------ | ---------- | --------- | --------------------------------------------------------------------------------------- |
| Chen Kue-Sen | -60kg (m)  | 10e       | drukken: 11de met 110kg trekken: 11de met 92,5kg stoten: 10de met 125kg totaal: 327,5kg |

### Judo
| Olympiër         | Discipline      | Resultaat | Prestatie                                                                                    |
| ---------------- | --------------- | --------- | -------------------------------------------------------------------------------------------- |
| Cheng Chi-Hsiang | -63kg (m)       | 9e        | 1ste ronde: V van JPN Kawaguchi herkansingen: W van KOR Han herkansingen 2: V van MGL Buidaa |
| Wang Jong-She    | -70kg (m)       | 8e        | 1ste ronde: W van CAN McGregor 2de ronde: V van JPN Nomura herkansingen: V van HUN Hetényi   |
| Chang Ping-Ho    | -80kg (m)       | 17e       | 1ste ronde: W van MLI Coulibaly 2de ronde: V van FRA Coche                                   |
| Juang Jen-Wuh    | -93kg (m)       | 17e       | 1ste ronde: W van MEX Exiga 2de ronde: V van BRA Ishii                                       |
| Juang Jen-Wuh    | open klasse (m) | 17e       | 1ste ronde: V van YUG Bajetić                                                                |

### Schietsport
| Olympiër    | Discipline              | Resultaat | Prestatie                        |
| ----------- | ----------------------- | --------- | -------------------------------- |
| Wu Tao-Yuan | 50m geweer 3 houdingen  | 51e       | 1101 punten: (390-343-368)       |
| Wu Tao-Yuan | 50m geweer liggend      | 41e       | 591 punten: (98-99-99-97-99-100) |
| Wu Tao-Yuan | 300m geweer 3 houdingen | 30e       | 1085 punten: (385-335-365)       |

### Wielersport
| Olympiër     | Discipline       | Resultaat | Prestatie                                                                                   |
| Baan         | Baan             | Baan      | Baan                                                                                        |
| ------------ | ---------------- | --------- | ------------------------------------------------------------------------------------------- |
| Shue Ming-Fa | sprint (m)       | 9e        | voorronde: V van URS Kravtsov/ THA Tarwan voorronde herkansingen: V van JPN Cho/ ESP Suarez |
| Shue Ming-Fa | tijdrit (m)      | 27e       | 1.14,05                                                                                     |
| Weg          |                  |           |                                                                                             |
| Shue Ming-Fa | wegwedstrijd (m) | DNF       | niet gefinisht                                                                              |

### Worstelen
| Olympiër         | Discipline  | Resultaat   | Prestatie                                                                   |
| Vrije stijl      | Vrije stijl | Vrije stijl | Vrije stijl                                                                 |
| ---------------- | ----------- | ----------- | --------------------------------------------------------------------------- |
| Sheu Jine-Shiong | -57kg (m)   | 28e         | 1ste ronde: V van ROU Dumitru: 0-4 2de ronde: V van GRE Hatziioannidis: 0-4 |

### Zeilen
| Olympiër         | Discipline | Resultaat | Prestatie                            |
| ---------------- | ---------- | --------- | ------------------------------------ |
| Chen Shiu-Hsiung | finn       | 35e       | 235 punten: (34-33-32-DNF-32-DNF-33) |

### Zwemmen
| Olympiër        | Discipline           | Resultaat | Prestatie                |
| --------------- | -------------------- | --------- | ------------------------ |
| Hsu Tung-Hsiung | 100m rugslag (m)     | 31e       | serie 1: 5de in 1.03,31  |
| Hsu Tung-Hsiung | 200m vlinderslag (m) | 26e       | serie 4: 7de in 2.16,35  |
| Hsu Tung-Hsiung | 200m wisselslag (m)  | 28e       | serie 1: 4de in 2.18,34  |
| Hsu Tung-Hsiung | 400m wisselslag (m)  | 32e       | serie 2: 7de in 5.09,56  |
|                 |                      |           |                          |
| Hsu Yue-Yun     | 100m vrije slag (v)  | 44e       | serie 3: 8ste in 1.04,77 |
| Hsu Yue-Yun     | 200m vrije slag (v)  | 32e       | serie 5: 7de in 2.20,17  |
| Hsu Yue-Yun     | 400m vrije slag (v)  | 31e       | serie 2: 7de in 4.58,57  |
| Hsu Yue-Yun     | 800m vrije slag (v)  | 32e       | serie 1: 6de in 10.08,49 |
| Lie Yue-Hwan    | 100m schoolslag (v)  | 39e       | serie 4: 8ste in 1.25,47 |
| Lie Yue-Hwan    | 200m schoolslag (v)  | 39e       | serie 1: 5de in 3.04,74  |
| Hsu Yue-Yun     | 100m vlinderslag (v) | 28e       | serie 2: 7de in 1.11,67  |
| Hsu Yue-Yun     | 200m vlinderslag (v) | 24e       | serie 3: 6de in 2.44,88  |
| Hsu Yue-Yun     | 200m wisselslag (v)  | 36e       | serie 2: 6de in 2.35,93  |

Afghanistan · Albanië · Algerije · Amerikaanse Maagdeneilanden · Argentinië · Australië · Bahama's · Barbados · België · Bermuda · Birma · Bolivia · Bondsrepubliek Duitsland · Brazilië · Brits-Honduras · Bulgarije · Canada · Ceylon · Chili · Colombia · Congo-Brazzaville · Costa Rica · Cuba · Dahomey · Denemarken · Dominicaanse Republiek · Duitse Democratische Republiek · Ecuador · Egypte · El Salvador · Ethiopië · Fiji · Filipijnen · Finland · Frankrijk · Gabon · Ghana · Griekenland · Groot-Brittannië · Guatemala · Guyana · Haïti · Hongarije · Hongkong · Ierland · IJsland · India · Indonesië · Iran · Israël · Italië · Ivoorkust · Jamaica · Japan · Joegoslavië · Kameroen · Kenia · Khmerrepubliek · Koeweit · Lesotho · Libanon · Liberia · Liechtenstein · Luxemburg · Madagaskar · Malawi · Maleisië · Mali · Malta · Marokko · Mexico · Monaco · Mongolië · Nederland · Nederlandse Antillen · Nepal · Nicaragua · Nieuw-Zeeland · Niger · Nigeria · Noord-Korea · Noorwegen · Oeganda · Oostenrijk · Opper-Volta · Pakistan · Panama · Paraguay · Peru · Polen · Portugal · Puerto Rico · Roemenië · San Marino · Saoedi-Arabië · Senegal · Singapore · Soedan · Somalië · Sovjet-Unie · Spanje · Suriname · Swaziland · Syrië · Taiwan · Tanzania · Thailand · Togo · Trinidad en Tobago · Tsjaad · Tsjecho-Slowakije · Tunesië · Turkije · Uruguay · Venezuela · Verenigde Staten · Vietnam · Zambia · Zuid-Korea · Zweden · Zwitserland